# Haplophyton crooksii
Haplophyton crooksii är en oleanderväxtart som först beskrevs av L.D.Benson, och fick sitt nu gällande namn av L.D.Benson. Haplophyton crooksii ingår i släktet Haplophyton och familjen oleanderväxter. Inga underarter finns listade i Catalogue of Life.